# Jimmy Iovine
James Iovine, plus connu sous le nom de Jimmy Iovine, est un homme d'affaires et producteur de musique américain, né le 11 mars 1953 à New York.
Il débute en tant qu'ingénieur du son, travaillant notamment pour Bruce Springsteen, avant de produire des artistes comme le Patti Smith Group, Tom Petty, Stevie Nicks, ou encore U2, au cours des années 1970 et 1980. Cofondateur d'Interscope Records en 1990, Iovine préside le label Interscope Geffen A&M, filiale d'Universal Music Group. En 2008, Jimmy Iovine cofonde Beats Electronics avec Dr. Dre. Ils sont recrutés par Apple, qui rachète leur entreprise en 2014.

## Biographie

### Carrière de producteur
James Iovine naît dans l'arrondissement de Brooklyn à New York. Il est le fils d'un docker d'origine italienne de la ville de
Castelmauro. À l'âge de 19 ans, il obtient un petit boulot dans un studio d'enregistrement grâce à Ellie Greenwich. Il devient ensuite ingénieur du son aux Record Plant Studios. Iovine assiste l'ingénieur Roy Cicala (en) lors des sessions de l'album Rock 'n' Roll de John Lennon. En 1975, il participe à l'enregistrement de l'album Born to Run de Bruce Springsteen,. Jimmy Iovine s'impose dans le métier en produisant Easter du Patti Smith Group en 1978. Il convainc la chanteuse d'enregistrer Because the Night, un titre composé par Springsteen, qui devient son plus grand succès. À partir de 1979, il réalise plusieurs albums de Tom Petty, dont Damn the Torpedoes. Il travaille également pour la chanteuse Stevie Nicks, notamment sur Bella Donna,. Durant les années 1980 il produit des artistes comme Dire Straits, Simple Minds et U2,.

### Interscope
Au cours des années 1990, Jimmy Iovine s'éloigne des studios et cofonde Interscope Records avec Ted Field,. Le label signe des artistes rap comme Eminem. Iovine fait écouter au producteur Andre Young, plus connu sous son nom d'artiste, Dr. Dre, quelques titres du jeune rappeur, repéré par le staff du label. Convaincu de son talent, Dre réalise le second album d'Eminem, The Slim Shady LP, qui sort en 1999,. Il signe également le groupe « No Doubt » qui connait un très gros succès dans les années 90’s/2000 avec environ 20 millions de disques vendus, il signe ensuite « Gwen Stefani » qui sort du groupe pour sa carrière solo qui sera rempli de succès, Après l'acquisition de PolyGram par Universal Music Group, Interscope fusionne avec Geffen et A&M pour former Interscope Geffen A&M (IGA), filiale d'UMG. Iovine engage Interscope dans la production de longs métrages. En 2002, il coproduit 8 Mile, film mettant en vedette Eminem, puis en 2005 Réussir ou mourir (Get Rich or Die Tryin) avec pour tête d'affiche une autre star du label, le rappeur 50 Cent. En 2014, Iovine rejoint Apple. L'accord prévoit qu'il quitte ses fonctions au sein d'IGA,.

### Beats Electronics / Apple
En 2008, Jimmy Iovine cofonde Beats Electronics avec le producteur Dr. Dre. L'entreprise produit des casques audio et des haut-parleurs, vendus sous la marque Beats by Dr. Dre. En janvier 2014, elle lance aux États-Unis un service de streaming musical par abonnement baptisé Beats Music. Le rachat de l'entreprise par Apple, qui à cette occasion recrute les deux hommes, est annoncé en mai. L'opération devrait être conclue au cours du trimestre suivant, après avoir été approuvée par les autorités de régulation. C'est alors que Jimmy Iovine recrute Bozoma_Saint_John, compte tenu de son expérience dans le marketing musical. Après le rachat de Beats par Apple Music, Bozoma Saint John est nommée directrice marketing à destination des consommateurs pour iTunes et Apple Music.
En juin 2015, Apple a présenté le fruit du rachat de Beats : Apple Music. Ce service de streaming est lancé le 30 juin 2015 sur iOS, Mac OS, et Windows puis à l'automne sur Android.

### Autres activités
En 2010, un accord est signé entre 19 Entertainment et IGA, permettant à la filiale d'Universal Music Group présidée par Iovine de distribuer les disques enregistrés par les finalistes de l'émission télévisée musicale American Idol. Le producteur rejoint l'équipe de l'émission. Durant trois saisons, il tient le rôle de mentor auprès des candidats,.
En 2013, les difficultés qu'ils rencontrent pour recruter des employés poussent Jimmy Iovine et Andre Young (Dr. Dre) à effectuer un don de 70 millions de dollars à l'université de Californie du Sud afin de financer la création d'un programme universitaire regroupant l'enseignement des arts, de la technologie et de la gestion des affaires. Baptisé Jimmy Iovine and Andre Young Academy for Arts, Technology and the Business of Innovation, le département doit accueillir une première promotion de 25 étudiants à partir de l'automne 2014,.

## Reconnaissance
En février 2012, durant une cérémonie organisée au studio d'enregistrement The Village, le President's Merit Award est décerné à Jimmy Iovine par la section des producteurs et ingénieurs du son (producers and engineers wing) de l'académie nationale des arts et des sciences (NARAS). En 2013, l'université de Californie du Sud lui remet un doctorat honoraire (honorary Doctor of Music). Il prononce le discours de fin d'année devant les étudiants lors de la cérémonie de remise des diplômes.

## Filmographie
- 2017 : The Defiant Ones (série documentaire musicale) d'Allen Hughes : lui-même